# I. e. 94
Évszázadok: i. e. 2. század – i. e. 1. század – 1. század
Évtizedek: i. e. 140-es évek – i. e. 130-as évek – i. e. 120-as évek – i. e. 110-es évek – i. e. 100-as évek – i. e. 90-es évek – i. e. 80-as évek – i. e. 70-es évek – i. e. 60-as évek – i. e. 50-es évek – i. e. 40-es évek
Évek: i. e. 99 – i. e. 98 – i. e. 97 – i. e. 96 –  i. e. 95 – i. e. 94 – i. e. 93 – i. e. 92 – i. e. 91 – i. e. 90 – i. e. 89

## Események

### Róma
- Caius Coelius Caldust és Lucius Domitius Ahenobarbust választják consulnak.
- Az előző évi consult, Quintus Mucius Scaevolát Asia provincia kormányzójává nevezik ki. Szigorúan lép fel az adószedők túlkapásai ellen (emiatt kiérdemli a lovagi rend gyűlöletét, mert jelentősen csökkennek a bevételei) és olyan rendeleteket ad ki, amelyek később a provinciák igazgatásának alapját képezik. Hálás alattvalói évente megrendezett ünnepnapot (dies Mucia) alapítanak a tiszteletére.

### Hellenisztikus birodalmak
- II. Tigranész örmény király szövetséget köt VI. Mithridatész pontoszi királlyal és feleségül veszi a lányát, Kleopátrát. Ezt követően betör Kappadókiába és elűzi a Mithridatész ellenében a rómaiak által trónra helyezett uralkodót, I. Ariobarzanészt.
- Meghal III. Nikmédész bithüniai király. Utóda fia, IV. Nikomédész.
- A Szeleukida Birodalom belviszályában X. Antiokhosz Euszébész elfoglalja a fővárost, Antiokheiát VI. Szeleukosztól.
- A menekülő Szeleukosz a kilikiai Mopszuesztia városából megpróbál adót kizsarolni, mire a felháborodott lakosok fellázadnak ellene és saját palotájában élve megégetik.
- Szeleukosz halála után öccsei, XI. Antiokhosz Epiphanész és I. Philipposz (valószínűleg ikrek) lépnek fel trónkövetelőkként.

## Születések
- Han Csao-ti, kínai császár

## Halálozások
- VI. Szeleukosz szeleukida király
- III. Nikomédész, bithüniai király

## Fordítás
- Ez a szócikk részben vagy egészben  a(z)   94 av. J.-C. című francia Wikipédia-szócikk ezen változatának fordításán alapul.  Az eredeti cikk szerkesztőit annak laptörténete sorolja fel. Ez a jelzés csupán a megfogalmazás eredetét és a szerzői jogokat jelzi, nem szolgál a cikkben szereplő információk forrásmegjelöléseként.